# کاپرهیل (ویرجینیا)
کاپرهیل (به انگلیسی: Copper Hill) یک منطقهٔ مسکونی در ایالات متحده آمریکا است که در شهرستان فلوید، ویرجینیا واقع شده‌است. کاپرهیل ۱٬۷۵۸ نفر جمعیت دارد و ۷۶۲٫۰۱ متر بالاتر از سطح دریا واقع شده‌است.